# タイム (小売業)
株式会社タイム（英: TIME CO., LTD.）は、岡山県岡山市北区に本社を置き、中国・四国地方を中心にホームセンターなどを運営する企業。アレンザホールディングスの完全子会社。

## 概要
2019年2月までの商号は株式会社リックコーポレーション（英: LIC Co.,Ltd.）。元、洲脇箪笥店（すわきたんすてん）、すわき家具店（すわきかぐてん）、もしくは株式会社すわき。後のすわき後楽中華そばを創業した会社としても知られている。
1980年代から1990年代にかけ、様々な業種に進出し、岡山県における一大小売業グループとして発展したが、長期の不況による販売不振から経営が傾き、創業家が経営から退いた。その後不採算店舗の大幅なリストラで再建を果たした。
現在では創業およびグループの初期成長時の中核事業であった生活用品店を中心に業務展開しており、扱う商品の種別によって別名義の各店舗を設けて営業している。
2016年9月1日付で同じくホームセンターを中心とした小売業のダイユーエイトと経営統合し、共同持株会社「ダイユー・リックホールディングス（後のアレンザホールディングス）」を設立。規模拡大で商品の仕入れコストを削減するほか、ペットショップ事業を強化する。ダイユー・リックホールディングスの本社はダイユーエイト本社所在地の福島市に置き、社長はダイユーエイトの浅倉俊一社長、専務はリックコーポレーションの川西良治社長が就任した。統合後も従業員や店舗は維持する。

### 旧社名の由来
旧社名の『LIC』（リック）は、CIとしている3つの英単語「Life」（生活）、「Innovation」（革新）、「Communicator」（提案）の略で「革新的生活を提案する企業」を目指し続ける会社である事を現していた。

## 沿革
- 1917年（大正 6年）3月 - 岡山市奉還町にて洲脇箪笥店として創業。
- 1955年（昭和30年）3月 - 株式会社洲脇家具店として法人登記。公式にはこれをもって現在の会社設立とみなす。
- 1964年（昭和39年） - 外食事業に着手。表町本店地下にすわき後楽中華そばを開業。
- 1965年（昭和40年） - 株式会社すわきに商号変更。
- 1981年（昭和56年） - ホームセンター事業に着手。ホームセンタータイムを開業。
- 1987年（昭和62年） - レンタルビデオ事業に着手。文化屋を開業。
- 1989年（平成元年）10月 - 外食事業・すわき後楽中華そばをファインフードネットワークに譲渡。
- 1993年（平成 5年） - リカー事業に着手。酒市場チャオを開業。
- 1995年（平成 7年） - 100円ショップ事業に着手。100円生活館・ピッコロをタイム高屋店に併設開業。
- 1996年（平成 8年） - ペット事業に着手。ペットワールドアミーゴを開業。また、タイムの園芸部門を拡張する形で農家の店・実のりを開業。
- 2001年（平成13年） - 株式会社リックコーポレーションに商号変更。
- 2002年（平成14年） - ダイキと提携。文化屋を廃業。
- 2007年（平成19年） - ダイキと提携解消。
- 2008年（平成20年） - 大阪証券取引所ヘラクレス（現：JASDAQ）市場上場。
- 2009年（平成21年） - ダイユーエイトと業務・資本提携。
- 2014年（平成26年） - 有限会社アグリ元気岡山を完全子会社化。
- 2015年（平成27年） - 株式会社ジョーカーを完全子会社化。
- 2016年（平成28年） - ダイユーエイトと経営統合。共同持株会社であるダイユー・リックホールディングス株式会社（現・アレンザホールディングス株式会社）を設立し、その完全子会社となる。JASDAQ上場廃止。
- 2017年（平成29年）3月1日 - ダイユーエイトとともに、ペット事業を株式会社アミーゴに会社分割[2]。
- 2019年（平成31年）3月1日 - 商号を株式会社タイムに変更[3]。

### 創業地
創業地は奉還町商店街。のちに表町に拠点を移し本店とした。本店は現在の天満屋の商店街通りを挟んだ真向かいに位置していた。現在では天満屋が店舗を買い取りリビング館として、かつてのすわき家具店時代と同様に家具の販売を行っている。

### 年代不明事項
表町の本店舗もタイムの事業と前後して閉店している。ただし外食事業は表町本店舗地下を発祥としているため、それまでは存在した模様。また表町本店舗閉店と同時に岡山市北区下中野に本拠を移している。

## 各種店舗
それぞれ独立とした店舗を持つ。全てタイム本部のホームセンター（HC）事業部が営業統括を行っている。
- ホームセンタータイム
西日本をメインに展開しているホームセンター。リックコーポレーションホームセンター事業部が営業統括を行っている。
一部店舗ではエクステリアを専門としたタイムエクステリアセンターを設置している。
- ブラヴォ
タイムが運営している自転車専門店。「町の自転車屋さん」をコンセプトに技術を持つ店員を配している。
ペットワールドアミーゴのように自転車販売だけの専用店舗を構えているのではなくて、自転車の取り扱いが豊富なホームセンタータイムの店舗をブラヴォ併設店舗としている。駐車場内に自転車売り場専用の建物があって売り場が分かれている店舗もある。
- Mi.カーサ
岡山県岡山市南区当新田に実店舗としての本拠を置いていたオーダーカーテンショップ[4]。アウトレットおよび中古家具の販売も行っている。
現在では、ホームセンタータイムの一部の店舗でカーテンや家具の大きな売場がある場合にMiカーサ併設店舗という形で出店している。
- 酒市場 チャオ
タイムが運営する酒専門店。一部店舗の一角では食品をメインとした100円ショップや駄菓子コーナーの営業も行っている。
- 農家の店 実のり
ホームセンタータイムの園芸部門を拡張し、本職の農家や園芸職人のオーダーにも耐えうる品揃えを配した、農業専門店。

## 過去の店舗
- ペットワールドアミーゴ
西日本をメインに展開しているペットショップ。会社分割前はホームセンタータイムと並ぶ、リックコーポレーションの看板事業であった。
小動物から犬、猫、金魚まで、様々な大衆向けペットの範囲幅の広さを誇る。2017年にダイユーエイトのペット事業とともに株式会社アミーゴに事業分離した。ただし、ホームセンタータイム内に出店している店舗の広告の品の商品は、アミーゴ専用価格ではなく、ホームセンタータイムの広告に記載の価格で販売している。2015年9月に株式会社ジョーカーをリックコーポレーションが子会社化した為、店舗名がジョーカー（joker）で運営している所も存在する。
- すわき後楽中華そば
岡山県下でも代表的な岡山ラーメンのチェーン店。岡山市北区撫川に本拠を置いていた。現在は株式会社ファインフードネットワークに売却。
詳細はすわき後楽中華そばの項目を参照の事。
- 文化屋
株式会社すわきが運営していたレンタルビデオ店。カルチュア・コンビニエンス・クラブグループ会員。ファミリー向けを謳い、比較的アニメーションや洋画の品揃えを充実させていた。一部店舗はニシナ百貨店に対してフランチャイザー運営を行っていた。
しかし、カルチュア・コンビニエンス・クラブが各会員に対してTSUTAYAブランドへの完全移行や会員グループの自社フランチャイズへの吸収の方針を打ち出したため、すわきはこれに反発する形で同グループより離脱。同時に廃業となった。
一部の店舗は、ゲオの店舗となり、ゲオになったばかりの頃は、文化屋会員は一部の手続きが必要なく、ゲオの会員になれた。
ただしニシナ百貨店運営店舗に関しては、改めてニシナ本体がカルチュア・コンビニエンス・クラブとフランチャイズ契約を執り行うことによって、TSUTAYAとして生き残っている。ただし、この時点ですわきとは関係の無い店舗となった。
- ピッコロ
100円ショップ。一般の生活用品もさることながら生鮮品すらも扱う事から、一人暮らしの学生などに重宝された（店舗があった当時に大学病院前店からのTVの生中継で学生さんが多いと紹介された）。
ただし、生鮮品に関しては値段に見合った品質である場合が多く、購入者は早めの消費が賢明とされた。現在では100円ショップとしてのシステムのみ酒市場チャオの一部店舗に併合されている。
店舗は津島店、大学病院前店、奉還町店があり奉還町店以外はすべて大学から徒歩で行ける範囲内にあった（店舗の近所には大学生向け下宿やアパートが多い）。
- メルカート
生鮮食料品のスーパーマーケット。高屋店と平島店と中庄店のタイム内に存在した（中庄店のみ駐車場内の別の建物）。
鮮魚コーナーと精肉コーナーは、平島店のみ専門業者が運営していた。平島店のみ精肉売場は商店街にある精肉店のように量り売り方式であった。（精肉コーナーでは支払いはしないで値段が印刷されたシールを貼った商品を受け取る方式）
廃業後の店舗利用については、平島店は、タイム平島店閉店と同時に廃業する。高屋店はセガのゲームセンターが入居する。中庄店は、神戸物産の業務スーパーをフランチャイズで運営する広島県福山市が本社のエブリイが入居している
- 長崎ちゃんぽん
岡山市中区平井（現在すし店）に店舗があり、すわきの中華そばとちゃんぽんを出していた。
ちゃんめんカレーセットやラーメンカレーセットなどの今では不思議なコラボも当時はあった。
他にも何店舗かあったようだが詳細は不明

## 提供番組
- 王様のブランチ（岡山ローカル、山陽放送テレビ、2022年4月　- ）[5]